# マーク・キンセラ
マーク・キンセラ （Mark Kinsella, 1972年8月12日 - ）は、アイルランド・ダブリン出身の元サッカー選手、サッカー指導者。元アイルランド代表。現役時代のポジションはMF。

## 来歴
下部リーグのコルチェスター・ユナイテッドFCで頭角をあらわす。1996年、当時ディヴィジョン1（2部）に所属していたチャールトン・アスレティックFCに移籍し、1998年には主将としてFAプレミアリーグ昇格の原動力となった。チャールトンは翌シーズン限りで再びディヴィジョン1に降格されたが、さらにその翌シーズンには再びキンセラを中心にした陣容でディヴィジョン1を制覇し、プレミアシップに昇格することとなる。
しかし2001年にキンセラは故障のため、中盤のレギュラーの座をスコット・パーカーに奪われる。このシーズン終了後に開催された日韓W杯では、マット・ホランドとともにロイ・キーン離脱後の中盤を担い、ベスト16進出を果たす。この活躍によりキンセラは100万ポンドの移籍金でアストン・ヴィラFCへの移籍を果たすが、アストン・ヴィラではほとんど見せ場を作れず、2シーズン半在籍した後、2004年1月に2部所属のWBAへ移籍する。WBAのプレミアシップ昇格に貢献したが、契約延長はならず、4部のウォルソールに移籍する。
ウォルソールでは2004-2005、2005-2006の2シーズンを過ごすが、故障のためにもはやフル稼働は不可能であった。ちなみに2006年4月には監督退任を受けて2試合のみ、プレーイング・マネージャーを務めている。2006-2007シーズンはコーチ兼任選手としてウォルソールに在籍し、2006年12月に現役を引退してチャールトンの若手育成担当コーチに就任した。その後チャールトンのリザーブチームの監督を務めた。2011年にダヴェントリー・タウンFCの監督に就任。2015年にはドロヘダ・ユナイテッドFCの監督を務めた。
アイルランド代表として1998年から2004年の間に48試合に出場（3得点）。

## 所属クラブ
- ホームファーム 1988-1989
- コルチェスター・ユナイテッド 1989-1996
- チャールトン・アスレティック 1996-2002
- アストン・ヴィラ 2002-2003
- ウェスト・ブロムウィッチ 2003-2004
- ウォルソール 2004-2006
- ルイスFC 2008

## 代表歴

### 出場大会
- アイルランド代表
  - 2002 FIFAワールドカップ

### 試合数
- 国際Aマッチ 48試合 3得点（1998年-2004年）[1]

| アイルランド代表 | 国際Aマッチ | 国際Aマッチ |
| 年               | 出場        | 得点        |
| ---------------- | ----------- | ----------- |
| 1998             | 5           | 0           |
| 1999             | 9           | 0           |
| 2000             | 6           | 1           |
| 2001             | 5           | 1           |
| 2002             | 10          | 1           |
| 2003             | 9           | 0           |
| 2004             | 4           | 0           |
| 通算             | 48          | 3           |

## 受賞歴
- チャールトン・サポーター選出年間最優秀選手 (1997-1998, 1998-1999)

## 監督歴
- ウォルソールFC（暫定） 2006
- ダヴェントリー・タウンFC 2011-2012
- ドロヘダ・ユナイテッドFC 2015